# Titu Maiorescu
Titu Maiorescu, född 15 februari 1840 i Craiova, död 2 juli 1917 i Bukarest, var en rumänsk filosof och politiker. 
Maiorescu studerade vid universiteten i Wien, Berlin och Paris samt utnämndes 1862 till professor i filosofi vid universitetet i Iași. Han var en bland stiftarna av föreningen "Junimea" och framstod tidigt som huvudman för den så kallade "nya riktningen", vilken i litterärt hänseende yrkade på grundlig vetenskaplighet och inom politiken ville främja en folklig-organisk utveckling av landets institutioner. Han blev 1884 professor i logik och den nyare filosofins historia vid Bukarests universitet och 1911 professor honorarius där.
Som undervisningsminister 1874–76 och 1888–89 inlade Maiorescu stor förtjänst om folk- och realskolornas utveckling. Han skickades 1876 som diplomatisk agent till Berlin, invaldes sedermera i parlamentet, Han var ledamot av rumänska senaten, var januari 1911 till april 1912 utrikesminister i ministären Petre P. Carp och var april 1912 till januari 1914 konseljpresident i en ny ministär. Som sådan ledde ledde han tillsammans med utrikesministern Take Ionescu Rumäniens politik under Balkankrigen 1912–13; deras gemensamma verk var den inbringande medlingsinterventionen i andra Balkankriget. Han presiderade augusti 1913 vid fredskonferensen i Bukarest. Hans avgång förorsakades av en schism med Ionescu. Maiorescu var anhängare av rumänsk neutralitet i första världskriget.